# Kaukasische Linde
Die Kaukasische Linde (Tilia dasystyla) ist ein großer Baum aus der Gattung der Linden (Tilia). Das natürliche Verbreitungsgebiet der Art liegt im Kaukasus und in Iran. Sie wird manchmal als Bienenweide gepflanzt.

## Beschreibung
Die Kaukasische Linde ist ein bis zu 30 Meter hoher Baum mit purpurroten und kahlen Trieben. Die Laubblätter sind 4 bis 8 Zentimeter lang, rundlich eiförmig, plötzlich zugespitzt mit schiefer, herzförmiger Basis und scharf gesägtem Blattrand. Die Zähne haben eine leicht abbrechende Grannenspitze. Die Blattoberseite ist glänzend dunkelgrün, die Unterseite dagegen heller mit weißen Achselbärten. Die Blütenstände sind Zymen aus fünf bis sieben Blüten mit leicht behaarten Griffeln. Die Art blüht im Juni.
Die Chromosomenzahl beträgt für beide Unterarten 2n = 164.

## Vorkommen und Standortansprüche
Das natürliche Verbreitungsgebiet liegt im Kaukasus und im Norden des Iran. Die Kaukasische Linde wächst in artenreichen Wäldern auf frischen bis feuchten, schwach sauren bis alkalischen, meist lehmigen, guten Böden an sonnigen bis lichtschattigen Standorten. Die Art ist wärmeliebend und meist frosthart.

## Systematik
Die Kaukasische Linde (Tilia dasystyla) ist eine Art aus der Gattung der Linden (Tilia). Sie wird in der Familie der Malvengewächse (Malvaceae) der Unterfamilie der Lindengewächse (Tilioideae) zugeordnet. Die Art wurde 1832 von Christian von Steven erstmals gültig wissenschaftlich beschrieben. Der Gattungsname Tilia stammt aus dem Lateinischen und wurde schon von den Römern für die Linde verwendet. Das Artepitheton dasystyla leitet sich vom Griechischen dasys „dicht“, „rau“ und stylos für Griffel ab, und verweist damit auf den behaarten Griffel der Blüten.
Es werden zwei Unterarten unterschieden:
- Tilia dasystyla subsp. caucasica (V. Engl.) Pigott (Syn.: Tilia caucasica Rupr.; Tilia platyphyllos Scop. subsp. caucasica (V. Engl.) Loria): Die Heimat ist die Krim, die Türkei, Aserbaidschan, Georgien, der Kaukasus und der Iran.
- Tilia dasystyla Steven subsp. dasystyla: Die Heimat ist die Krim.

## Verwendung
Die Kaukasische Linde wird manchmal als Bienenweide verwendet.

## Nachweise